# Lefter Goga
Lefter Goga (ur. 6 maja 1921 w Durrësie, zm. 6 maja 1997 w Tiranie) – albański działacz komunistyczny pochodzenia arumuńskiego, minister finansów (1974-1976), przewodniczący Zgromadzenia Ludowego (1964-1966).

## Życiorys
Po ukończeniu szkoły w Durrësie kontynuował naukę w liceum w Szkodrze. W czasie nauki w liceum związał się z ruchem komunistycznym i w czerwcu 1941 rozpoczął działalność w ruchu oporu. W marcu 1942 został aresztowany przez włoskie władze okupacyjne za udział w nielegalnej demonstracji. W 1942 wstąpił do Komunistycznej Partii Albanii. W latach 1943–1944 pełnił funkcję komisarza politycznego oddziału działającego w rejonie Pezy, a następnie komisarza brygady. 
Po wyzwoleniu kraju trafił do komitetu okręgowego partii w Peshkopii. W 1945 został skierowany do ministerstwa robót publicznych, gdzie kierował działem kadr. W latach 1946 mianowany członkiem Komisji Planowania Państwowego, w 1950 został jej wiceprzewodniczącym. W 1950 stanął na czele nowo powstałego resortu zaopatrzenia w rządzie Envera Hoxhy, funkcję tę pełnił przez dwa lata. Po dymisji ze stanowiska nadal pracował w ministerstwie zaopatrzenia, skąd w 1954 przeszedł do ministerstwa budownictwa, a w 1954 do Komisji Planowania Państwowego. W latach 1966–1970 pełnił funkcję prokuratora generalnego, odpowiadając za prześladowania duchownych w okresie państwowego ateizmu. W latach 1974–1976 kierował resortem finansów. Po odejściu ze stanowiska pełnił różne funkcję partyjne, w początkach lat 80. był sekretarzem komitetu okręgowego partii w Szkodrze i w Kukësie.
W latach 1954–1978 zasiadał w Zgromadzeniu Ludowym, w latach 1958-1964 pełniąc funkcję jego wiceprzewodniczącego, a w latach 1964-1966 przewodniczącego.